# Gymnasium am Rotenbühl
Das Gymnasium am Rotenbühl (kurz GaR) in Saarbrücken ist eine von 39 Eliteschulen des Sports in Deutschland. Das Gymnasium verfügt über einen Sportzweig und einem Europazweig. Schüler im Europazweig lernen ab der 7. Klasse in den Fächern Erdkunde, Geschichte und Biologie  bilingual und können so auch die Abiturprüfung in den Grundkursen Erdkunde oder Geschichte ablegen. 2020 besuchten knapp 1000 Schüler das Gymnasium am Rotenbühl, womit es eines der größten Gymnasien der Landeshauptstadt ist.
Ende des Jahres 2007 feierte das Gymnasium am Rotenbühl sein 175-jähriges Jubiläum mit Jubiläumswochen und einem Festball in der Saarlandhalle Saarbrücken. Nach dem Ludwigsgymnasium ist es das zweitälteste Gymnasium am Ort.

## Geschichte
Die Schule wurde 1832 als so genannte Vereinsschule gegründet und 1835 in eine Höhere Töchterschule umgewandelt. Von 1849 bis 1903 war sie eine Koorporationsschule. Ab 1909 hieß sie nach der Gattin des letzten Kaisers Auguste-Viktoria-Schule, die daraus resultierende Abkürzung „A.V.“ hielt sich im Sprachgebrauch bis in die neueste Zeit. 1921 wurde die Schule zum Gymnasium erhoben. Von 1938 bis 1945 hieß das Gymnasium nach Katharine Weißgerber. 1945 lautete der Name dann Städtisches Mädchenrealgymnasium. Zum 8. April 1964 bezog das Gymnasium das neue Schulgebäude am Neugrabenweg und verließ den alten Standort in der Alt-Saarbrücker Spichererbergstraße. 1971 kam es in den Status einer verstaatlichten Schule und erhielt den Namen Staatliches Mädchengymnasium Saarbrücken. 1973 wurde die Koedukation eingeführt, also der gemeinsame Unterricht von Mädchen und Jungen, und 1974 erhielt es seinen heutigen Namen Staatliches Gymnasium am Rotenbühl.
Seit dem 15. September 2005 ist es eine Eliteschule des Sports und seit November 2007 eine Eliteschule des Fußballs für Frauen und Mädchen.

## Direktoren
- 1832–1834: Jeitteles
- 1834–1835: Lemmes
- 1835–1838: Bösken
- 1838–1845: Schröter
- 1845–1888: Brandt
- 1888–1892: Geschwandter
- 1892–1895: Leonhardt
- 1895–1896: Scheer
- 1896–1899: Roßbach
- 1899–1924: Zarth
- 1924–1938: Langel
- 1938–1945: Kurt Lehmann
- 1945–1947: Georg Plettung (kommissarisch)
- 1947–1954: Helene Hilger
- 1954–1958: Kurt Seidel
- 1958–1964: Maria Bottler
- 1964: 00000Lutz Hoffmann (kommissarisch)
- 1964–1972: Richard Groß
- 1972–1983: Otto Ochs
- 1983–1986: Philipp Fabry
- 1986–1994: Eduard Schaefer
- 1994: 00000Auguste Mörsch (kommissarisch)
- 1994–2001: Rita Trojanus
- 2001–2002: Klaus Reinert (kommissarisch)
- 2002–2014: Franz-Josef Kiefer[7]
- 2014–2022: Jutta Bost
- seit 2022: Oskar Dawo[8]

## Sportzweig
Im Bereich des Sportzweigs kooperiert das Gymnasium am Rotenbühl sowohl mit dem Kultusministerium und dem Ministerium für Inneres, Familie, Frauen und Sport des Saarlandes als auch mit dem Landessportverband für das Saarland (LSVS), der Talentförderung Saar, den Landesfachverbänden und dem Olympiastützpunkt Rheinland-Pfalz/Saarland. Seit September 2006 bietet der LSVS für talentierte Schüler neben dem Teilzeitinternat auch eine begrenzte Zahl an Vollzeitinternatsplätzen an der Hermann-Neuberger-Sportschule an.
Als Sportverbände stehen in Kooperation mit dem GAR
- der Saarländische Badminton-Verband
- der Saarländische Fußballverband
- der Handball-Verband Saar
- der Saarländische Leichtathletik-Bund
- der Saarländische Ringer-Verband
- der Ruderbund Saar
- der Saarländische Schwimmbund
- der Saarländische Tennisbund
- der Saarländische Tischtennisbund
- die Saarländische Triathlon-Union
- der Saarländische Turnerbund
- der Taekwondo Union Saar[9]

## Bekannte Schüler
- Elke Ferner (* 1958), SPD-Politikerin, Mitglied des Deutschen Bundestags und Parlamentarische Staatssekretärin im BMFSFJ,  Abitur 1977
- Sandra Lauer (* 1962), Pop-Sängerin, besuchte die Schule bis 1978
- Sabine Hennrich (* 1962), CDU-Politikerin, Abitur 1981
- Markus Glaser (* 1976), Professor für Betriebswirtschaftslehre, Abitur 1995
- Manuela Ripa (* 1976), ÖDP-Politikerin und Mitglied des Europäischen Parlaments
- Josephine Henning (* 1989), Fußballspielerin, Abitur 2009
- Philip Welker (* 1989), Badmintonspieler (U-19), Abitur 2010
- Laura Vetterlein (* 1992), Fußballspielerin (U-19), Abitur 2011
- Pauline Schäfer (* 1997), Kunstturnerin, besuchte die Schule bis 2012
- Laura Müller (* 1995), Leichtathletin, Abitur 2015
- Etienne Kinsinger (* 1996), Ringer, Abitur 2016

## Bekannte Lehrer
- Bernd Schwitzgebel (* 1965), Badmintonspieler, Erdkunde- und Sportlehrer[10]
- Jutta Schmitt-Lang (* 1982), Politikerin (CDU), Deutsch- und Französischlehrerin vom Schuljahr 2011/12[11][10][12] bis April 2017
- Lars Albert (* 1982), Leichtathlet, Erdkunde- und Sportlehrer im Schuljahr 2012/13[13] und seit dem Schuljahr 2015/16[10]
- Marianne Granz (* 1942), Ministerin Saarland 1990–1996